# Phạm Văn Đồng
Phạm Văn Đồng (Mo Duc, 1º marzo 1906 – Hanoi, 29 aprile 2000) è stato un politico vietnamita.
Rivoluzionario comunista, è stato tra i fondatori del Partito Comunista Indocinese e del Viet Minh. Fu primo ministro del Vietnam del Nord dal 1950 al 1975 e del Vietnam riunificato dal 1976 al 1987.

## Biografia
Secondo un rapporto ufficiale, Dong nacque in una famiglia di funzionari pubblici nel villaggio di Đức Tân, distretto di Mo Đức, a Quảng Ngãi, provincia sulla costa centrale, il 1º marzo 1906.
Nel 1925, all'età di 18 anni, mise in scena un sit-in a scuola per commemorare la morte del celebre studioso patriottico Phan Chu Trinh. In questo periodo sviluppò interesse per il partito comunista e per l'unificazione del Vietnam. Nel 1926 si recò a Canton, nel sud della Cina, a frequentare un corso di formazione gestito da Nguyen Ai Quoc (più tardi conosciuto come Ho Chi Minh) prima di essere ammesso come membro della Associazione della Gioventù Rivoluzionaria del Vietnam, predecessore del Partito Comunista del Vietnam. Nel 1929, lavorò per l'associazione rivoluzionaria di Saigon. Nello stesso anno fu arrestato, processato dalle autorità coloniali francesi e condannato a dieci anni di prigione. Scontò la pena nell'isola-prigione di Poulo Condor fino al 1936 quando fu rilasciato per l'amnistia generale concessa dal governo del Fronte Popolare in Francia dopo i recenti successi elettorali.
Si iscrisse al Partito Comunista Indocinese nel 1940 e poi continuò a partecipare alle attività guidate da Ho Chi Minh. Dopo che Ho Chi Minh salì al potere durante la rivoluzione d'agosto nel 1945, Pham Van Dong fu nominato ministro delle finanze del governo di nuova costituzione della Repubblica Democratica del Vietnam, incarico che occupò fino al 1954. Prima di assumere la carica di ministro delle finanze, fu capo della delegazione vietnamita per i negoziati tra Vietnam e Francia durante il dopoguerra a Fontainebleau (Francia) nel maggio 1946.
Nel maggio del 1954, guidò la delegazione del governo di Ho Chi Minh alla conferenza di Ginevra. Dopo intensi negoziati fu firmato un trattato di pace e le forze francesi si ritirarono dal conflitto con il neo-indipendente Vietnam del Nord. Firmò accordi di pace con il premier francese Pierre Mendès France. Durante il 1954 è stato vice-premier e ministro degli affari esteri. Nel 1955 fu nominato primo ministro. Fu uno dei leader del Vietnam durante la guerra con gli Stati Uniti. Era noto per i suoi stretti legami con il governo cinese, che contribuirono a finanziare il conflitto con il Vietnam del Sud. Fu anche una delle figure coinvolte nei colloqui di pace per la risoluzione del conflitto con le amministrazioni di Lyndon Baines Johnson e Richard Nixon.
In generale, Pham Van Dong era considerato un comunista convinto e un grande leader nazionalista, uno dei discepoli più fedeli di Ho Chi Minh e una figura importante nella lotta del Vietnam per l'indipendenza e l'unità. Era conosciuto come un politico che cercava di mantenere una posizione neutrale nei vari conflitti all'interno del partito, soprattutto dopo l'unificazione del Vietnam nel 1975. In un'intervista del 1981 con Stanley Karnow , Pham Van Dong osservò: "Sì, abbiamo sconfitto gli Stati Uniti. Ma ora siamo afflitti da problemi. Non abbiamo abbastanza da mangiare. Siamo un povero paese sottosviluppato. Vous savez, una guerra è semplice, ma guidare un paese è molto difficile".
Restò nella posizione di primo ministro per 32 anni fino al 1987, quando il suo ritiro fu approvato nell'ambito del 6º Congresso del Partito Nazionale. Anche se ritirato dai pubblici uffici, continuò a lavorare come consigliere del Comitato centrale del partito dal dicembre 1986 al 1997. Spesso ha esortato il partito a compiere maggiori sforzi per fermare la corruzione, che è ancora un problema diffuso in Vietnam oggi. Il 2 maggio 2000, il Partito Comunista e il governo vietnamita annunciarono che Pham Van Dong era morto ad Hanoi il 29 aprile 2000, dopo diversi mesi di una grave malattia all'età di 94 anni. La commemorazione funebre si tenne il 6 maggio 2000 ad Hanoi.